# Бажаново (Кривой Рог)
Бажаново (укр. Бажанове, ранее Бажанова) — исторический район, жилой массив в городе Кривой Рог.

## Характеристика
Бывшее село, расположенное в юго-восточной части Покровского района города на левом берегу реки Саксагань.
Относилось к приходу Вечернекутской церкви.